# Кларк Девіс
Кларк Девіс (англ. Clark Davis; нар. 15 травня 1957, Калгарі, Альберта) — канадський борець вільного стилю, дворазовий срібний призер чемпіонатів світу, срібний призер Панамериканських ігор, дворазовий чемпіон Ігор Співдружності, володар Кубку світу, срібний призер Універсіади, учасник двох Олімпійських ігор.

## Життєпис
У 1977 році став бронзовим призером чемпіонату світу серед юніорів. 
Виступав за борцівський клуб Монреаля.

## Спортивні результати на міжнародних змаганнях

### Виступи на Олімпіадах
| Змагання                    | Збірна | Вагова категорія           | Місце                       |
| --------------------------- | ------ | -------------------------- | --------------------------- |
| Літні Олімпійські ігри 1984 | Канада | вільна боротьба, до 90 кг  | 4                           |
| Літні Олімпійські ігри 1988 | Канада | вільна боротьба, до 100 кг | вибув після третього раунду |

### Виступи на Чемпіонатах світу
| Змагання                        | Збірна | Вагова категорія           | Місце  |
| ------------------------------- | ------ | -------------------------- | ------ |
| Чемпіонат світу з боротьби 1981 | США    | вільна боротьба, до 90 кг  | 5      |
| Чемпіонат світу з боротьби 1982 | Канада | вільна боротьба, до 90 кг  | Срібло |
| Чемпіонат світу з боротьби 1983 | Канада | вільна боротьба, до 90 кг  | 6      |
| Чемпіонат світу з боротьби 1985 | Канада | вільна боротьба, до 100 кг | Срібло |
| Чемпіонат світу з боротьби 1987 | Канада | вільна боротьба, до 100 кг | 7      |

### Виступи на Панамериканських іграх
| Змагання                  | Збірна | Вагова категорія          | Місце  |
| ------------------------- | ------ | ------------------------- | ------ |
| Панамериканські ігри 1979 | Канада | вільна боротьба, до 82 кг | Срібло |

### Виступи на Іграх Співдружності
| Змагання                | Збірна | Вагова категорія           | Місце  |
| ----------------------- | ------ | -------------------------- | ------ |
| Ігри Співдружності 1982 | Канада | вільна боротьба, до 90 кг  | Золото |
| Ігри Співдружності 1986 | Канада | вільна боротьба, до 100 кг | Золото |

### Виступи на Кубках світу
| Змагання                    | Збірна | Вагова категорія          | Місце  |
| --------------------------- | ------ | ------------------------- | ------ |
| Кубок світу з боротьби 1982 | Канада | вільна боротьба, до 90 кг | Золото |

### Виступи на Універсіадах
| Змагання               | Збірна | Вагова категорія          | Місце  |
| ---------------------- | ------ | ------------------------- | ------ |
| Літня Універсіада 1981 | Канада | вільна боротьба, до 90 кг | Срібло |

### Виступи на змаганнях молодших вікових груп
| Змагання                                      | Збірна | Вагова категорія          | Місце  |
| --------------------------------------------- | ------ | ------------------------- | ------ |
| Чемпіонат світу з боротьби серед юніорів 1977 | Канада | вільна боротьба, до 82 кг | Бронза |